# Cine expresionista alemán
El cine expresionista alemán es el nombre que se le da a un grupo de producciones cinematográficas con ciertos aspectos en común. Este estilo de hacer cine tiene su correspondencia con la corriente expresionista, llamada así por contraste con la corriente impresionista del siglo XIX en pintura, es decir, con aquel tipo de pintura en la que prima la «expresión subjetiva» sobre la representación de la objetividad. Esta pintura recurría a colores hirientes y ritmos lineales muy fuertes. Arraigó fundamentalmente en Alemania, de donde surgió el movimiento Die Brücke (el puente), fundado en 1905 por unos estudiantes de arquitectura.

## Contexto histórico

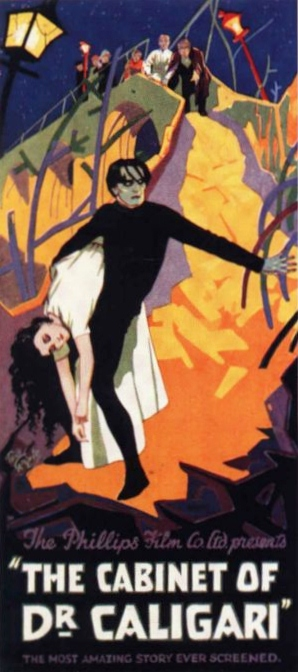
Cartel del El gabinete del doctor Caligari, película de 1920.

El expresionismo fue una corriente artística que apareció en los últimos años del siglo XIX y los primeros del XX como una reacción frente a los modelos que habían prevalecido en Europa desde el renacimiento, particularmente en las academias de Bellas Artes.
Deberíamos remontarnos a los acontecimientos ocurridos en esa época para poder comprender su nacimiento. La historia del siglo XX aparece indefectiblemente bañada de negatividad. El final de la Primera Guerra Mundial y el reparto de los mercados entre las potencias vencedoras dejaron a Alemania en un estado de incertidumbre política y moral, agravado por el impacto de una fuerte recesión económica. 
Hay quienes lo recuerdan como el siglo más terrible de la historia, otros lo consideran un siglo de matanzas y de guerras. Dumont dice que "ha sido el siglo más violento de la historia humana". En este contexto de negatividad surge el expresionismo, este aparece como la primera manifestación o como la primera reacción, que testimonia el extrañamiento del mundo y la crisis que estaba atravesando el positivismo. Por otro lado, no es casualidad que la estética expresionista solicite con evidente preferencia sus temas de fantasía o terror, sino que es “un involuntario reflejo moral del angustioso desequilibrio social y político que agitó la República de Weimar y acabó arrojando al país a los brazos del nacionalsocialismo”. Como dice Hobsbawm, con la Primera Guerra Mundial comienza el derrumbe de la civilización occidental del siglo XIX, "una civilización que era capitalista desde el punto de vista económico, liberal en su estructura jurídica y constitucional, burguesa por la imagen de su clase hegemónica característica y brillante por los adelantos alcanzados en el ámbito de la ciencia, el conocimiento y la educación, así como del progreso material y moral". Y en este panorama el expresionismo aparece ineluctablemente como uno de los primeros movimientos de vanguardia que ha articulado estéticamente este comienzo de crisis en la apertura violenta del nuevo siglo.
El expresionismo no sólo dominó a las artes plásticas, a la música y a la literatura, sino que también estuvo presente en la mayoría de las producciones cinematográficas alemanas de esa época.
Es sobre el presupuesto de crítica y oposición al positivismo que se proyectan muchas de las líneas de fuerza de los expresionistas. Para éstos, la realidad era algo que había que experimentar desde la más profunda interioridad, y así apelaban a vivencias corporales y emocionales del mundo más que a su captación por el ojo. El artista expresionista trató de representar la experiencia emocional en su forma más completa, sin preocuparse de la realidad externa sino de su naturaleza interna.

## Cine expresionista
Al cine llega, de forma tardía y se da en parte, como consecuencia de las medidas de organización adoptadas por las autoridades alemanas. El origen de esas medidas puede asignarse a dos observaciones. En primer lugar, el pueblo alemán toma conciencia sobre la influencia ejercida por los filmes antigermanos en los países extranjeros. En segundo lugar, reconocen la insuficiencia de producción local y para satisfacer esa demanda, producciones de calidad inferior, en relación con los países extranjeros, inundan el mercado.
Conscientes de esta peligrosa situación, las autoridades alemanas intervinieron de forma directa en la producción cinematográfica. En 1916, el gobierno, con el apoyo de asociaciones que promovían objetivos culturales, políticos y económicos, fundó la Deulig (Deutsche Licthspiel Gesellschaft), compañía cinematográfica que, por medio de filmes documentales apropiados, habría de dedicarse a la publicidad del país, tanto en el extranjero como en la propia Alemania.
A comienzos de 1917, siguió la fundación Bufa (Bild- und Filmamt); fundada como un simple organismo gubernamental, abastecía a las tropas, en los frentes de batalla, con salas de proyección, y se hacía también cargo de la tarea de proveer los documentales que registraban las actividades militares.
El número de compañías se elevó de tan sólo 28 en 1913 a 245 en 1919, unos años en los que se consolidó una potente industria.
Esto era algo, pero no suficiente. Tras la entrada de Estados Unidos a la guerra, las películas de este país se expandieron por todo el mundo, inculcando con fuerza incompatible el odio a Alemania, tanto en los neutrales, como en los enemigos. Los dirigentes alemanes llegaron a la conclusión que sólo una enorme organización podría contraatacar esa campaña. El general Ludendorff tomó la iniciativa, recomendando la unión de las principales compañías cinematográficas para que sus energías, antes diseminadas, pudieran canalizarse en pro del interés nacional. Sus sugerencias fueron órdenes. Mediante una resolución del Alto Mando Alemán de noviembre de 1917, en contacto estrecho con prominentes financieros, industriales y armadores, la Messter Film, la Union de Davidson y las compañías controladas por la Nordisk –con el apoyo de un grupo de bancos– se fundieron en una nueva empresa: Ufa (Universum Film A. G.).
El cometido oficial de la Ufa era hacer propaganda en favor de Alemania, de acuerdo con las directrices gubernamentales. Esta organización sirvió de trampolín para el éxito en suelo germano de cineastas alemanes como Ernst Lubitsch, Fritz Lang, Robert Wiene, Friedrich Murnau, entre otros, de los cuales algunos formaron parte del movimiento expresionista que guardaba gran relación en estética y temática con la obra gráfica y pictórica propuesta por sus fundadores antes y después de la guerra, acontecimiento que dejó en la quiebra a Alemania, y que influyó en los expresionistas, quienes exteriorizaban sus emociones y psicología, además de distorsionar la realidad y mostrar simbolismos para agregarle más profundidad a las películas.
“El cine de posguerra pareció insistir en acentuar su carácter enigmático, macabro, siniestro, mórbido. Refleja el proceso de repliegue «en la profundidad del alma» que llevó a cabo la población durante este periodo de incertidumbre”, dice Sigfried Kracauer, especialista en el período alemán.
Los orígenes de este movimiento cinematográfico, que tuvo su mejor momento en la década de los años 20, se remontan a principios del siglo XX, cuando surgió el expresionismo como un reflejo de la realidad. Algunos directores asimilaron las teorías y propuestas de este fenómeno artístico. Uno de los filmes precursores fue El gabinete del doctor Caligari, película inspirada en una serie de crímenes que tuvieron lugar en Hamburgo, Alemania. Narraba los estremecedores crímenes que cometía Cesare, bajo las órdenes hipnóticas del doctor Caligari, que recorría las ferias de las ciudades alemanas exhibiendo a su sonámbulo. La idea de los guionistas era la de denunciar la actuación del Estado alemán durante la guerra.
Pero Robert Wiene, que será quien la dirija, añadirá dos nuevas escenas al guion, una al principio y otra al final, que cambiarán todo el sentido de la historia, pues se convierte en el relato imaginario de un loco que cree ver en el director del hospital psiquiátrico en el que se halla al terrible doctor Caligari.
El principal atractivo de la película reside en su anormalidad escenográfica, con chimeneas oblicuas, reminiscencias cubistas y ventanas con forma de flecha, todo ello con una función meramente dramática y psicológica, y no como algo decorativo. Es cierto que el azar va a contribuir a realzar ese dramatismo, ya que, debido a la limitación de la iluminación en el estudio donde se rodó, se decidió pintar los decorados con luces y sombras.
Otra característica a destacar será el maquillaje de los actores y su interpretación. El gabinete del doctor Caligari obtendrá un gran éxito. Será, junto al personaje de Charlot, el primer gran mito de la historia del cine. Los críticos franceses acuñaron la palabra caligarismo para designar las películas alemanas de la nueva estética. Wiene dirigirá varias obras más en años sucesivos, pero jamás conseguirá alcanzar el éxito ni la calidad artística de Caligari. Con la llegada de los nazis al poder, decide exiliarse y fallece en París en 1938.
El expresionismo evolucionará con una nueva corriente sustituyendo las telas pintadas por los decorados, dando paso a una iluminación más compleja como medio expresivo. Esto da origen a una nueva corriente que se conocerá como Kammerspielfilm o Teatro de cámara, que posee su origen en las experiencias realistas del teatro de cámara de Max Reinhardt, famoso director teatral de la época.
Esta propuesta fue impulsada, en gran medida, por la labor del guionista Carl Mayer, cuyos dramas resultaban a veces simplistas y algo teatrales. Directores importantes se sintieron atraídos por esta corriente, en la que aportaron al cine alemán algunas de sus más grandes obras cinematográficas.
La estética de la Kammerspielfilm abandona los temas fantásticos y los decorados expresionistas, para intentar una aproximación al drama cotidiano de unos personajes sencillos, extraídos de la vida real, inmersos en un espacio reducido, la modesta vivienda, que, sin más atributos, adquiere aquí un carácter claustrofóbico. Se basa en un respeto, aunque no total, de las unidades de tiempo, lugar y acción, en una gran linealidad y simplicidad argumental, que hace innecesaria la inserción de rótulos explicativos, y en la sobriedad interpretativa. La simplicidad dramática y el respeto a las unidades permiten crear unas atmósferas cerradas y opresivas, en las que se moverán los protagonistas.

## Modelos de cine expresionista alemán

### Modelo hermético-metafórico
Este modelo se caracterizaba por una narrativa difícil de entender. La historia es lo menos importante, lo que se pretende es crear sensaciones y nuevas formas de expresión (pictórica, por ejemplo). Se caracteriza por la tendencia a una identificación entre la plástica del plano y la plástica del espacio representado. A esto se le suma una opacidad figurativa, basada tanto en congelaciones del espacio de signo teatral como pictórico o arquitectónico.
Se denomina hermético porque los planos son cerrados, estos guiarán al ojo para hacer un determinado recorrido visual. Para ello hace uso de los decorados y la iluminación, la cual es antinaturalista e injustificada para permitirnos observar, entender el plano y centrar nuestra atención. Por lo tanto existe un trabajo absoluto de la intención de la imagen. Se hace gran uso de los planos generales, ya que permiten al espectador observar el ambiente por completo. También hace un elevado uso de metáforas, hay que establecer un orden en la escena porque todo lo que vemos en la película tiene un significado.
En algunos aspectos regresa al Modo de Representación Primitivo: como ocurría con Meliès, lo que se pretende es impresionar al espectador. No sigue por lo tanto los pasos dados por Griffith hacia el MRI,en el cine clásico de Hollywood ya que este modelo está pensado para explicar bien las historias.
A mediados de los años 20 va a desaparecer la coherencia del modelo hermético-metafórico, sucedido por el cada vez más importante influjo del modelo narrativo-transparente.

### Modelo narrativo-transparente
En este modelo, lo más importante es contar bien una historia, es decir, tiene una clara voluntad narrativa, lo que la sitúa dentro del modelo representativo institucional. Hace uso de deadlines y del suspense para enganchar al espectador. La palabra 'transparente' se refiere a esa continuidad que presentan las películas en su narrativa, ejecutada con transparencia, siendo un montaje en el cual no se aprecian los cortes para así hacer creíble la ficción ya que era su principal objetivo, el narrar bien una historia, al igual que en el MRI.

### Modelo analítico-constructivo
Este modelo fue el más tardío de los tres, y no tiene nada que ver con los anteriores.Su principal objetivo es mostrar la realidad, no quiere narrar bien una historia ni explicarnos aventuras como el modelo narrativo-transparente. Normalmente, se parece más a lo que es un documental y no cuentan ninguna historia en concreto. Se basan en la experimentación formal y existe una condensación espacio-temporal. Capta la realidad mediante el montaje de imágenes de una manera determinada para afectar al espectador, este montaje es rápido. Interesa más la realidad documentada que la ficción. Ideológicamente se hace una crítica en tanto que se analiza la realidad. Nos enseña momentos de una vida cotidiana y la realidad de la Alemania de ese momento.

## Directores del expresionismo alemán
La trayectoria de esta corriente aparece dominada principalmente por tres realizadores: Friedrich Wilhelm Murnau, Fritz Lang y Georg Wilhelm Pabst.

### Friedrich Wilhelm Murnau

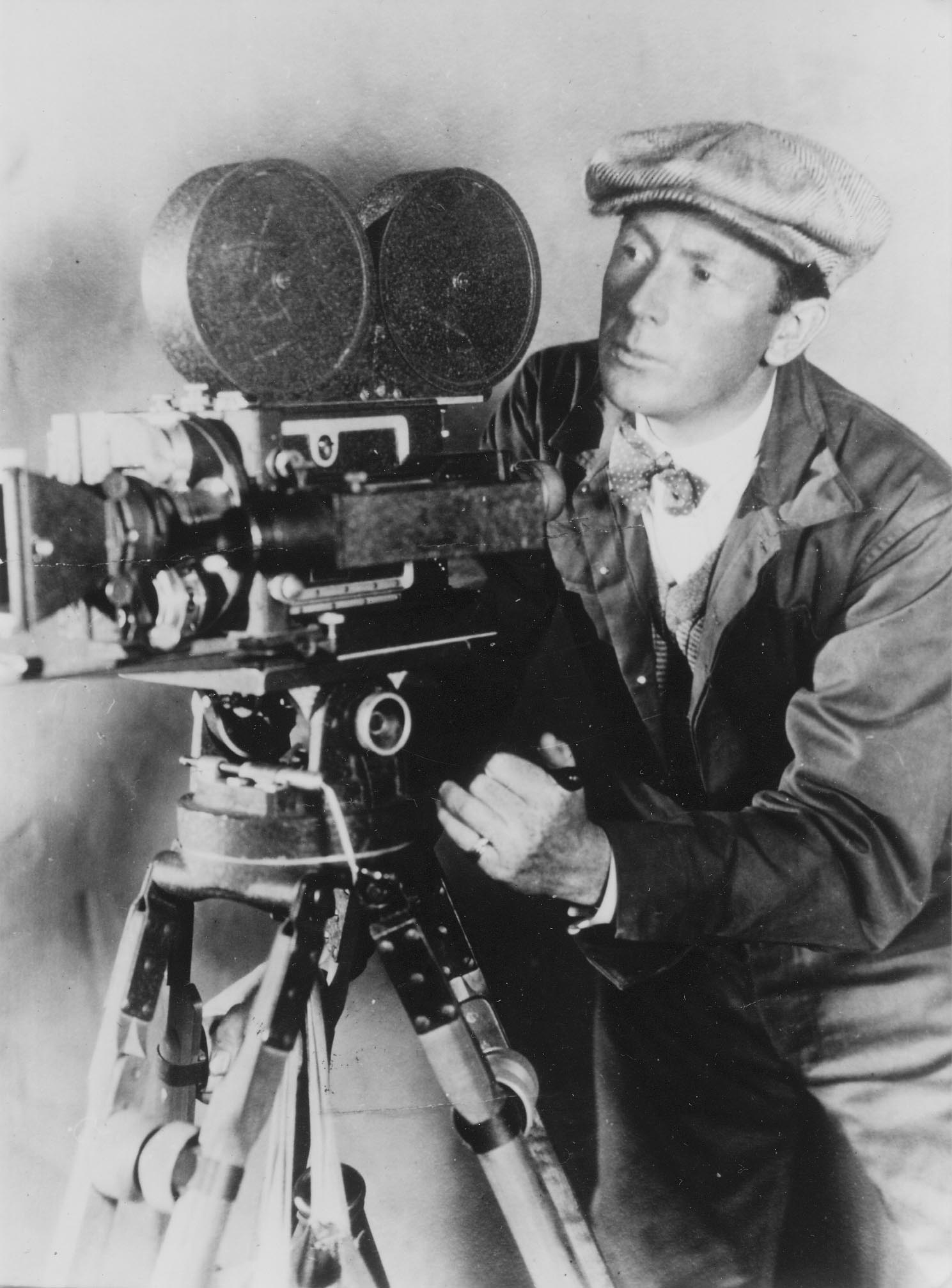
Friedrich Wilhelm Murnau (1920)

Friedrich Wilhelm Murnau funda su propia productora en 1919, comenzando a dirigir películas en las que tratará de expresar su subjetividad con el máximo respeto por las formas reales del mundo. Nosferatu, eine Symphonie des Grauens (1922) es un ejemplo de ello, película que cuenta el mito del vampiro y que será una de sus obras cumbres. Para rodarla, recurrirá a escenarios naturales, enfrentándose a la preferencia expresionista de filmar las escenas en estudio. Con la introducción de elementos reales en una historia fantástica, logra potenciar su veracidad. Además hará uso del acelerado y del ralentí, y del empleo de película negativa para marcar el paso del mundo real al ultrarreal.
Tras Nosferatu, eine Symphonie des Grauens, dirigirá Der Letzte Mann, historia del portero de un lujoso hotel que es trasladado de puesto de trabajo debido a su edad. El hombre no se conforma con la pérdida de su uniforme y lo roba cada día para regresar con él a su casa, hasta que es descubierto. Esta obra supone la transición clara del expresionismo al realismo social, aunque está narrada en un lenguaje plástico lleno de prototipos expresionistas. Para dar agilidad al relato, Murnau y su operador, Karl Freund, utilizarán una cámara muy dinámica, atada al pecho de este último, para realizar travellings subjetivos circulares, e imitarán los movimientos de una grúa, situando la cámara en el extremo de una escalera de incendios.
Murnau realizará varias obras más, siempre con una gran calidad técnica, en años sucesivos, como las adaptaciones de Fausto y del Tartufo de Molière, para terminar aceptando un tentador contrato en Hollywood, donde ganará un Óscar y fallecerá en un accidente de tráfico en 1931.

### Fritz Lang

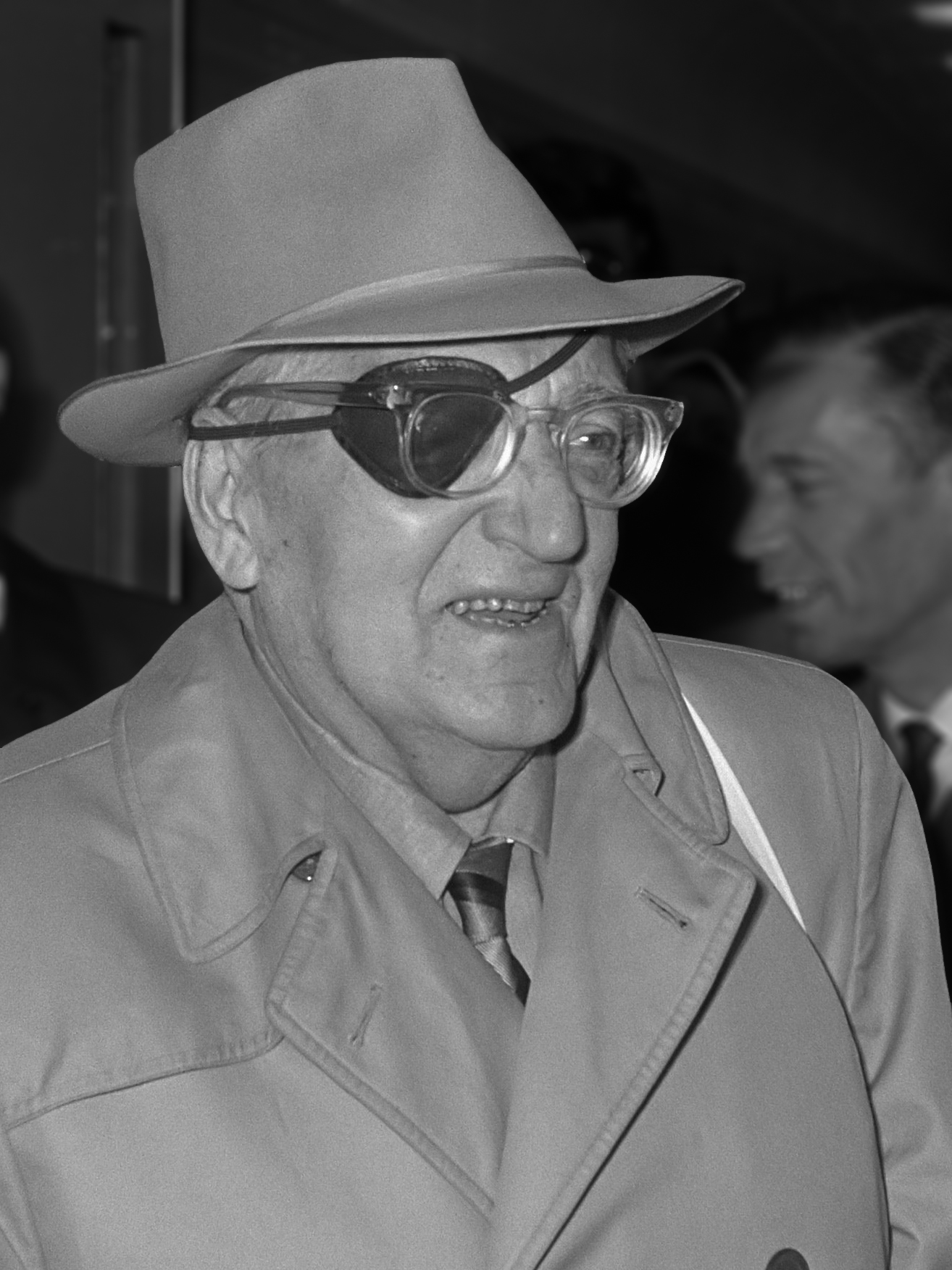
Fritz Lang (1969)

Junto a Murnau, el austriaco Fritz Lang es otro de los maestros de la escuela expresionista. La película más antigua que se conserva de su larga trayectoria es Die Spinnen de 1919, pero alcanza el éxito y el reconocimiento con Der müde Tod (La muerte cansada o Las tres luces), en 1921, que narra la lucha entre el amor y la muerte. Esta obra causará un impacto muy importante, y será la que decida la vocación del director español Luis Buñuel. En su siguiente obra, Los nibelungos, tendrá ocasión de poder demostrar toda su madurez. Esta exaltación aria, en la que los hunos son presentados como seres de raza inferior, parece premonitoria de los tiempos que vienen.
Metrópolis, 1927, será su obra definitiva. En ella, jugará con espacios, volúmenes y claroscuros. En Metrópolis Lang conseguirá imágenes que pasarán a la historia del cine y que el espectador no podrá olvidar: su opresivo mundo subterráneo, el relevo de turno de los obreros, la inundación, el pánico en la ciudad, etc.
Metrópolis representará el apogeo del expresionismo de orden arquitectónico, como Caligari lo fue en el pictórico.
En 1933, Lang realizará El testamento del Dr. Mabuse, película prohibida en la Alemania de la época. Un poco más tarde huirá a Estados Unidos donde proseguirá con su obra y fallecerá en 1976.

### Georg Wilhelm Pabst

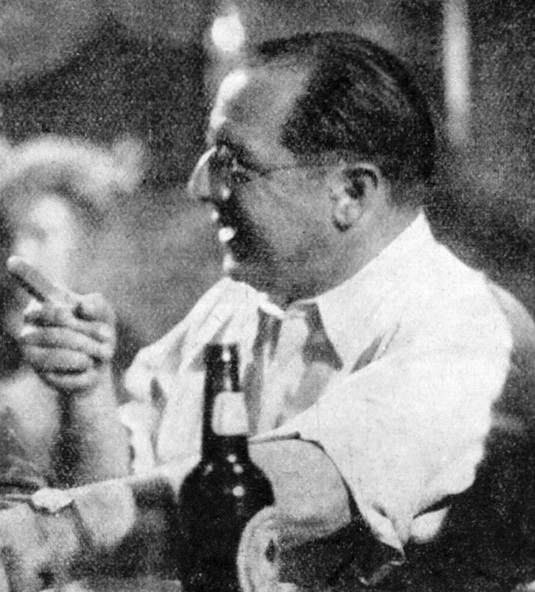
Georg Wilhem Pabst 1931

El último gran realizador de la estética expresionista alemana fue Georg Wilhelm Pabst. Después de debutar como actor teatral, fundó su propia productora cinematográfica, en la que realizó en 1923 su primera película, una obra menor llamada Der Schat. Se dio a conocer hasta dos años más tarde con la película Bajo la máscara del placer, un drama de miseria, interpretado por Greta Garbo, ubicado en un momento histórico y real. De estilo netamente realista, esta obra se rodó completamente en estudio, lo que hace que pierda parte de su fuerza por la falsedad de sus decorados, pero su mérito reside en presentar por primera vez la situación de la burguesía alemana tras la guerra, arruinada y en crisis.
Pabst fue el primer cineasta que incorpora el psicoanálisis en una de sus películas, ayudado por dos discípulos de Sigmund Freud, realizando un estudio sobre la impotencia en 1926. Sus siguientes obras abordaron los problemas de la psicología femenina en una trilogía: Abwege, La caja de Pandora y Tres páginas de un diario, donde por medio de la vida de sus protagonistas femeninas realizó una crítica amarga de la Alemania de su época. Esos fueron los dos motores que movieron la obra de Pabst: los sentimientos y la realidad social de su país.
Pabst encarriló el cine alemán por la senda del realismo social, y, a la trilogía femenina, siguieron películas más comprometidas social y políticamente, que fueron prohibidas en 1933 tras el ascenso al poder del nacionalsocialismo. Huyó a Francia, donde siguió con su obra, para regresar a su país, donde filmó en la década de los años 50 un alegato contra el nazismo. Falleció en Viena en 1967.